# Americans for Prosperity
Americans for Prosperity (AFP), (en español: Estadounidenses por la prosperidad) fue fundada en 2004 en los Estados Unidos, después de la división entre Citizens for a Sound Economy y FreedomWorks. AFP es una fundación conservadora, un grupo de presión y un think tank libertario con sede en Washington D. C. AFP está muy vinculado con los negocios de los Hermanos Koch.

## Objetivos
La organización trabaja por una política económica que promueva el espíritu empresarial y reduzca la regulación gubernamental de la economía. En las elecciones de mitad de mandato de 2010 en los Estados Unidos, la AFP apoyó a diversos candidatos republicanos, como el movimiento del Tea Party, y estuvo muy involucrada en llevar a cabo tareas de cabildeo, para lograr una reducción de la regulación de la industria del petróleo y el gas en Estados Unidos.

## Historia
Después de la toma de posesión en 2009 del presidente Barack Hussein Obama, la AFP ayudó a transformar el movimiento del Tea Party en una fuerza política. AFP organizó una oposición significativa a las iniciativas de la administración Obama; a las regulaciones sobre el calentamiento global, a la ley de protección al paciente y atención médica asequible, también conocida como Obamacare, y a la expansión del programa Medicaid. AFP ayudó a cancelar el comercio de emisiones, la principal propuesta medioambiental del primer mandato de Obama. AFP defendió poner límites a los derechos de negociación colectiva de los sindicatos del sector público, propuso aprobar leyes sobre el derecho al trabajo, y se opuso a aumentar el salario mínimo federal. AFP jugó un papel activo en la consecución de una mayoría republicana en la Cámara de Representantes en 2010 y en el Senado en 2014. Americans for Prosperity (AFP), fue fundada en 2004, es un grupo libertario y conservador financiado por los hermanos David y Charles Koch.
AFP es uno de los grupos de interés más influyentes en la escena política estadounidense.
La misión de AFP es movilizar a los ciudadanos y abogar por la implementación de políticas que reduzcan la burocracia. AFP está a favor de aumentar las oportunidades, frenar el gasto excesivo del gobierno y hacer que la economía funcione para los trabajadores. AFP está enfocada en la responsabilidad fiscal, recortar los impuestos y reducir las regulaciones sobre negocios y empresas. AFP apoya el comercio libre, los empresarios y un gobierno limitado, también aboga por bajar los impuestos, por menos burocracia y por reducir el excesivo gasto público.
Los líderes de AFP, ven a la organización como un contrapeso a los sindicatos y las organizaciones de activistas del movimiento progresista.
Entre los años 2004 y 2007, AFP fue dirigida por Nancy Pfotenhauer. AFP ha participado activamente en elecciones nacionales, estatales y locales. AFP se ha convertido en uno de los grupos de defensa conservadores más influyentes en la escena política nacional y estatal. Según el periódico Los Angeles Times, AFP llevó a cabo tareas como un partido político de ámbito nacional. Tim Phillips es el presidente de la fundación AFP.

## Fundación AFP
David H. Koch presidió la junta directiva de la Fundación AFP, otros directores incluyen a Nancy Pfotenhauer, el economista Walter E. Williams, Debra Humphreys y Cy Nobles. La Fundación AFP es miembro asociado de State Policy Network, una red nacional de think tanks favorables al libre mercado. La fundación AFP es una organización 501(c).